# Gereformeerde kerk (Campen)
De gereformeerde kerk (Altreformierte Kirche) is een kerk in Campen in de gemeente Krummhörn in de Duitse regio Oost-Friesland. De kerk werd in 1905 in neogotische stijl gebouwd.

## Geschiedenis en beschrijving

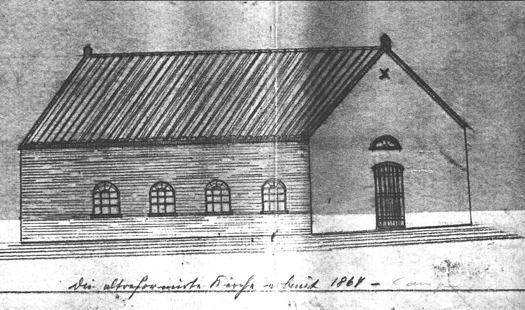
De eerste gereformeerde kerk van Oost-Friesland te Campen

#### Voorgeschiedenis
De gemeente van Campen was de eerste gereformeerde gemeente van Oost-Friesland en heeft haar ontstaan in het jaar 1854 te danken aan de leek Heye Gossen Heikens (1806–1884). Heikens begon in 1848 voor het eerst te preken en baarde met zijn catechistische geschriften in 1851 opzien, waarvan gedrukte exemplaren werden verspreid. Er kwamen steeds meer mensen op zijn samenkomsten af en al snel werd de privéruimte waarin deze bijeenkomsten plaatsvonden te klein. Om meer ruimte te scheppen werd in 1866 een eerste kerk gebouwd. Op een schets van deze gereformeerde kerk uit het bouwjaar is een eenvoudig zaalkerkje met een zadeldak en vier rondboogramen in de lengtemuren te zien.

#### De huidige kerk
Op de plaats van dit kerkje werd in 1905 het huidige gebouw gebouwd. Het betreft eveneens een zaalkerk met een zadeldak, maar dan in neogotische stijl met in beide gevels twee kleine spitsboogramen en in de lengtemuren drie grotere spitsboogramen. Het zadeldak draagt een dakruiter waarin een kleine klok hangt. Op de hoeken en tussen de ramen zijn steunberen aangebracht, die het gebouw ondersteunen.
Nadat de kleine gemeente in 1901 een voormalige herberg als pastorie verwierf, bouwde men in 1959 op de plaats van dit gebouw een nieuwe pastorie. In 1977 werd aan de pastorie tevens een gemeentelijk centrum aangebouwd. In 2015 fuseerde de kleine gemeente met de nog kleinere gereformeerde gemeente van Emden.

## Interieur en orgel

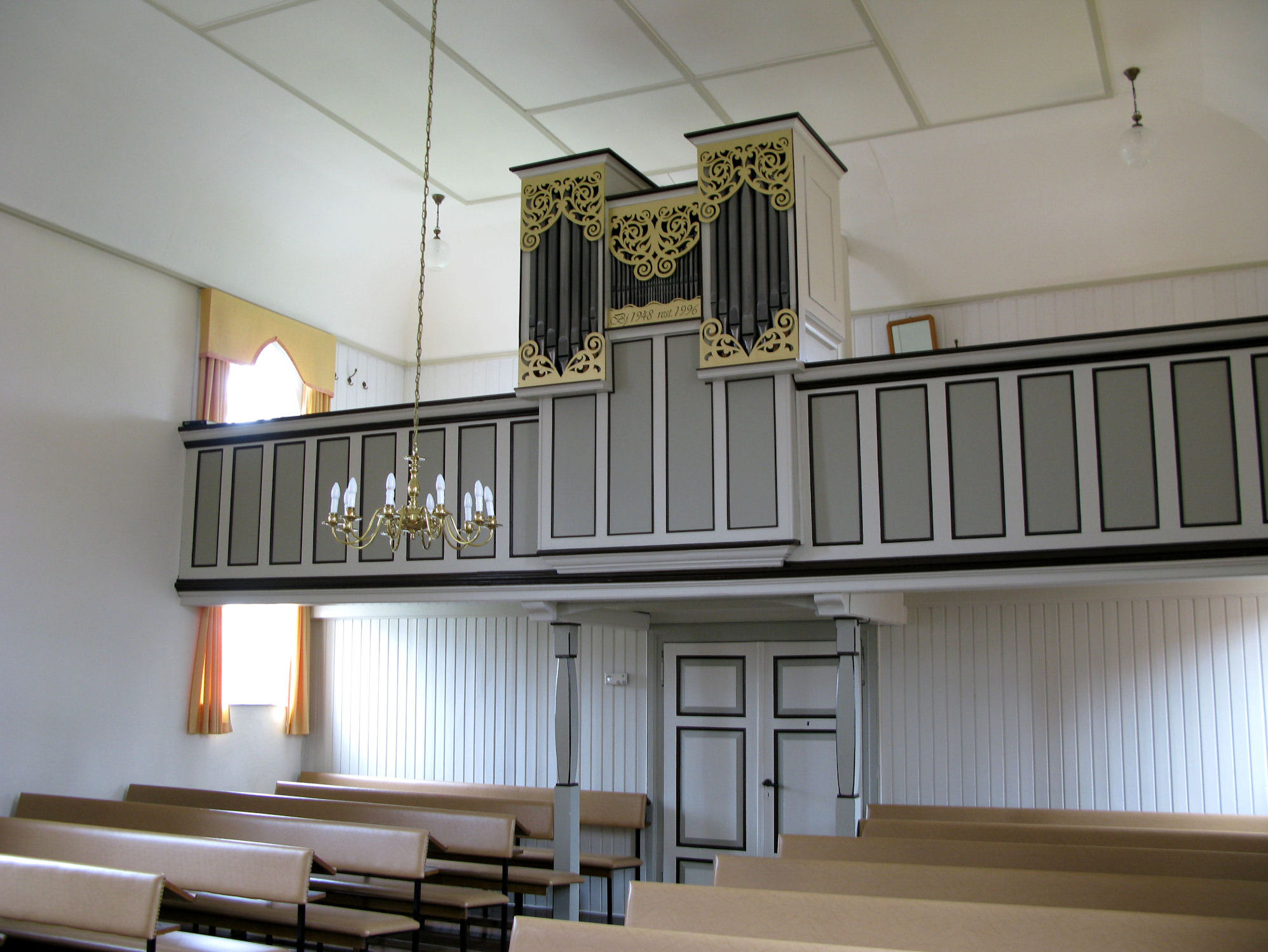
Het orgel

Het interieur is zoals bij veel gereformeerde kerken uiterst eenvoudig. De oude zeshoekige houten kansel aan de westelijke muur met een klankbord werd naderhand verwijderd en door een licht verhoogde open kansel in de noordwestelijke hoek vervangen, Ook de oude banken met deurtjes moesten wijken voor modernere banken, die bovendien anders ten opzichte van de preekstoel werden opgesteld. Voor de schriftlezingen wordt sinds 2004 een houten preekstoelachtige lezenaar van Heye Mollema uit Emden gebruikt.
Op de orgelgalerij bevindt zich een orgel van de firma Paul Ott uit het jaar 1948. Oorspronkelijk bezat dit orgel negen registers verdeeld over één manuaal en aangehangen pedaal. Sinds de renovatie door Bartelt Immer (1995-1996) kent het instrument nog zes registers.